# NGC 7359
NGC 7359 (другие обозначения — PGC 69638, ESO 534-22, MCG -4-53-34) — линзообразная галактика (S0) в созвездии Водолей.
Этот объект входит в число перечисленных в оригинальной редакции «Нового общего каталога».